# Planá (district de České Budějovice)
Pour les articles homonymes, voir Planá.
Planá (en allemand : Plan) est une commune du district de České Budějovice, dans la région de Bohême-du-Sud, en République tchèque. Sa population s'élevait à 273 habitants en 2023.

## Géographie
Planá est arrosée par la Vltava et se trouve à 5 km au sud-ouest du centre de České Budějovice et fait partie de son agglomération ; elle se trouve à 127 km au sud de Prague.
La commune est limitée par Litvínovice au nord, par České Budějovice à l'est, par Boršov nad Vltavou au sud, et par Homole à l'ouest.

## Histoire
La première mention écrite du village date de 1259.
Jusqu'en 1918, la ville de Plan fait partie de la monarchie autrichienne (empire d'Autriche), puis Autriche-Hongrie (Cisleithanie après le compromis de 1867), chef-lieu du district de même nom, l'un des 94 Bezirkshauptmannschaften en Bohême.

## Transports
Une partie du territoire de la commune est occupée par l'aéroport de České Budějovice.

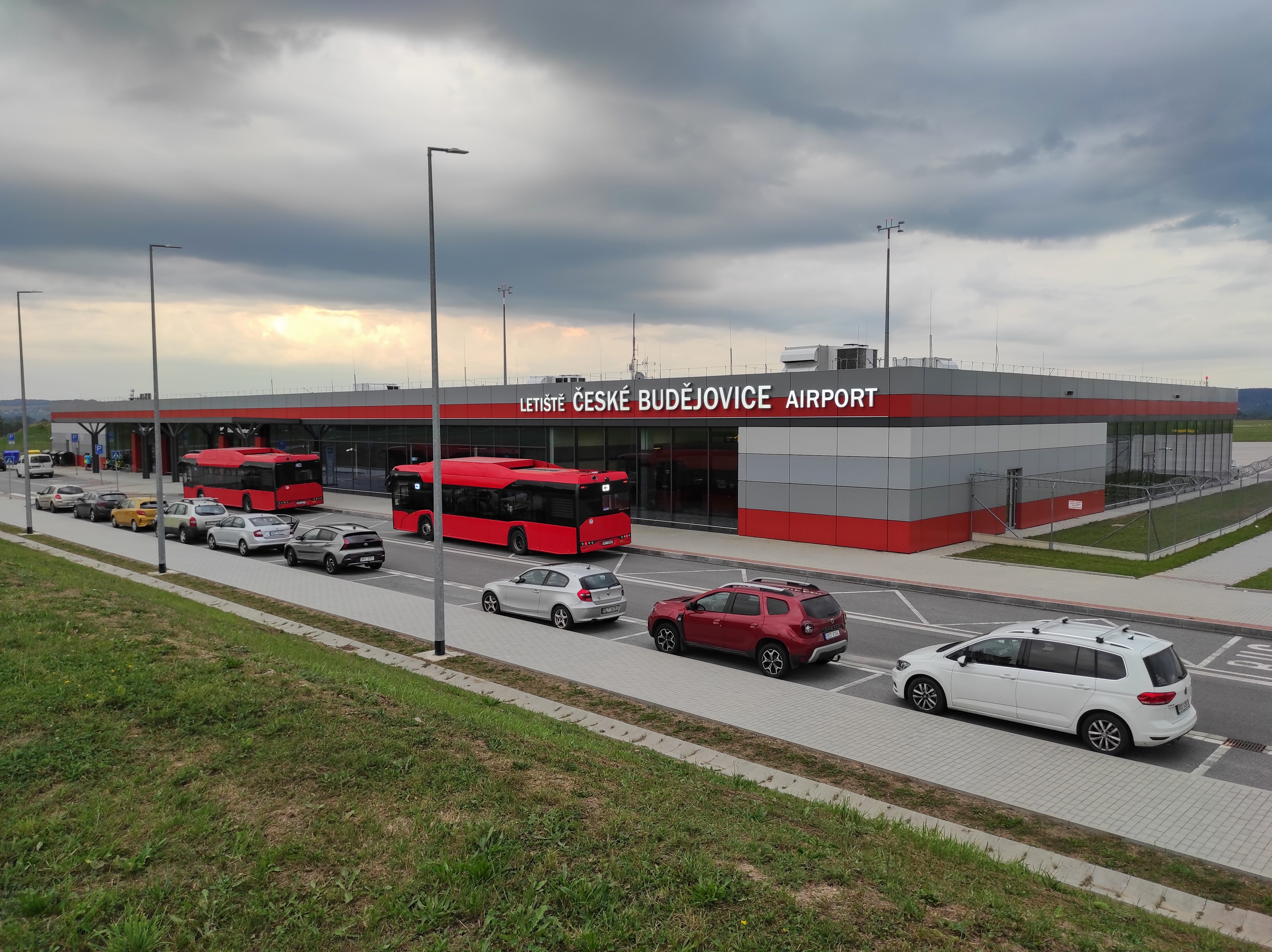
Aéroport de České Budějovice.
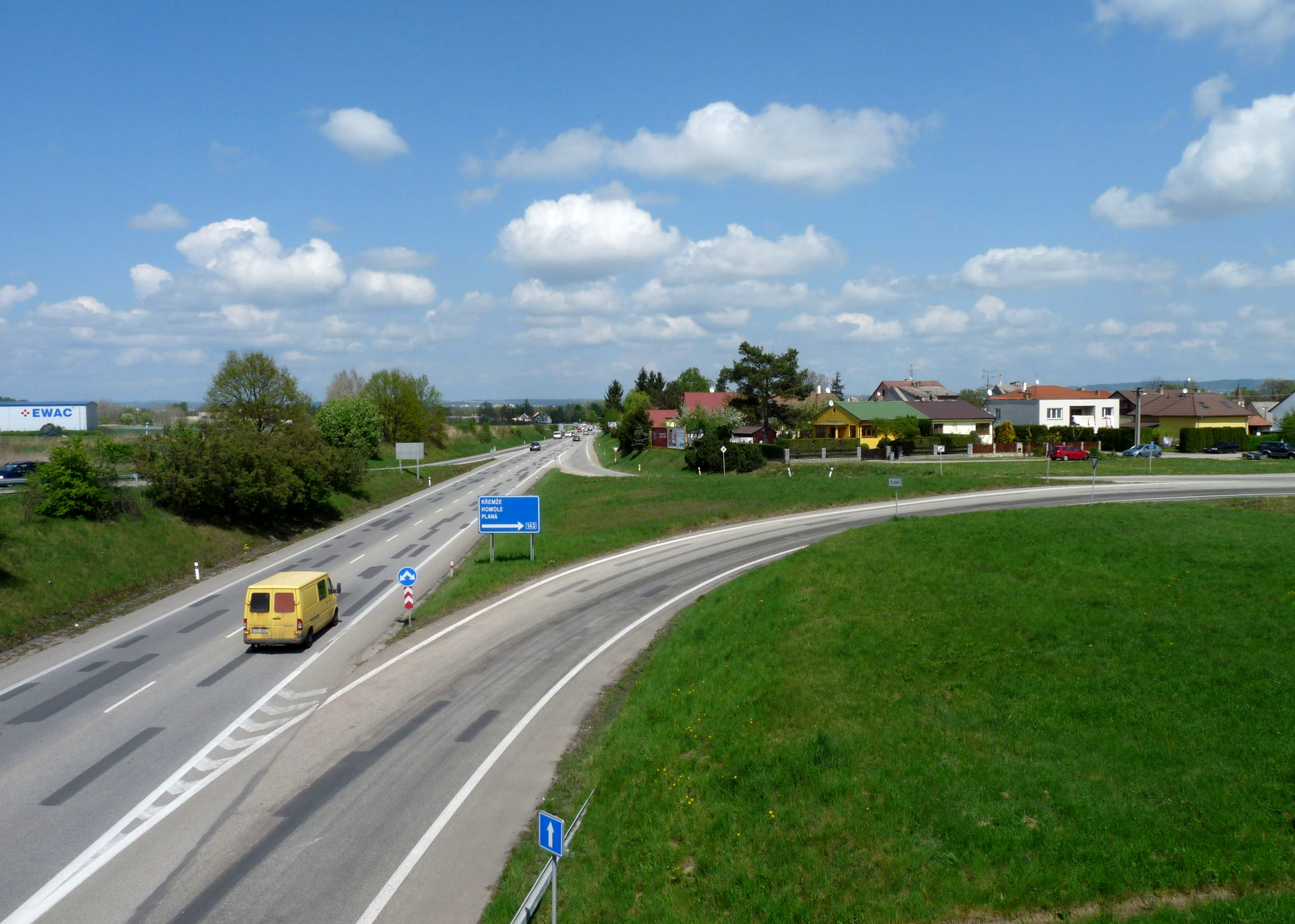
Planá vue du pont de la route II 143.